# Headphone Dust
La Headphone Dust è un'etichetta discografica indipendente britannica fondata dal musicista Steven Wilson per produrre i propri dischi. L'etichetta distribuisce dischi per Bass Communion e IEM ed edizioni limitate di lavori dei Porcupine Tree su vinile.

## Artisti[1]
- IEM (Incredible Expanding Mindfuck)
- Bass Communion
- Steven Wilson
- Porcupine Tree
- Blackfield
- No-Man

## Discografia
- Blackfield - Blackfield II (CD)
- Blackfield - Blackfield II (vinyl)
- Blackfield - Blackfield I (CD)
- Blackfield - Blackfield I (vinyl) (2 LP)
- Bass Communion - Loss (CD+DVDA)
- Bass Communion/Muslimgauze - bcvsmgcd (CD)
- Steven Wilson - Cover Versions I, II, III, IV and V (CD)
- Steven Wilson - Unreleased Electronic Music Vol 1 (CDR)
- Steven Wilson - Unreleased Electronic Music Vol 1 (2 LP)
- Steven Wilson - Cover Versions III & IV (2x7" single, either small or jukebox style center-holes)
- Bass Communion - I (CD)
- Bass Communion - II (CD)
- Bass Communion - Ghosts on Magnetic Tape (CD)
- Bass Communion - Ghosts on Magnetic Tape (2 LP)
- Bass Communion - Dronework (CDR)
- Continuum - Continuum Recyclings (2 LP)
- Continuum - Continuum II (CD)
- IEM - IEM: 1996-1999 (CD)
- IEM - Arcadia Son (LP)
- No-Man - Returning Jesus (3 LP)
- No-Man - Together We're Stranger (LP)
- Porcupine Tree - On the Sunday of Life (2 LP)
- Porcupine Tree - Stupid Dream (2 LP)
- Porcupine Tree - Fear of a Blank Planet
- Bass Communion - Pacific Codex